# Rote Schwarzwurzel
Die Rote Schwarzwurzel (Scorzonera purpurea L., Syn.: Podospermum purpureum (L.) W.D.J. Koch & Ziz), auch als Purpurlila-Schwarzwurzel, Rotblumige Schwarzwurzel oder Violette Schwarzwurzel bezeichnet, ist eine in Mitteleuropa zerstreut bis selten vorkommende Pflanzenart der Gattung Schwarzwurzeln (Scorzonera) innerhalb der Familie der Korbblütler (Asteraceae). In ihrem Inneren enthält sie eine weiße, leicht grünliche, milchsaftähnliche Flüssigkeit. Sie gehört damit zur Unterfamilie der Cichorioideae.

## Beschreibung
Die Rote Schwarzwurzel ist eine ein- bis zweijährige krautige Pflanze, die eine Wuchshöhe zwischen 20 und 50 cm erreicht. Der aufrecht wachsende einfache oder verzweigte, meist kahle bis leicht wollig behaarte Stängel sind stielrund geformt und nur im oberen Teil fein gerillt. Die bis zu 20 cm langen Laubblätter sind bis zum Mittelnerv herab fiederschnittig geteilt und besitzen entfernt stehende, spitz lineal-lanzettliche Abschnitte. Diese sind meist etwa 2 bis 3 mm breit und 10 bis 25 mm lang.
Die etwa 30 mm breiten körbchenförmigen Blütenstände wachsen einzeln an langen Stängeln. Die äußeren Hüllblätter sind eiförmig und besitzen eine zurückgebogene Spitze, die inneren sind meist mehr oder weniger stumpf. Zur Blütezeit erreicht die Hülle eine Länge von bis zu 15 mm, nach der Blüte kann sie bis zu 40 mm lang werden. Die Blütenkörbe bestehen aus purpur- bis blasslilafarbenen Zungenblüten. Die randständigen Blüten sind doppelt so lang als die Hülle. Die Blüten duften kakaoähnlich oder vanilleähnlich. Die Blütezeit erstreckt sich von Mai bis Juni. Die Achänen sind 12 Millimeter lang, bleich, zehnrippig und kurz geschnäbelt. Der Schnabel ist in seinem unteren Teil fein flaumig rau. Der Pappus besteht aus federigen Borsten.
Die Chromosomenzahl beträgt 2n = 14.

## Ökologie
Die Rote Schwarzwurzel ist lichtliebend und ein Tiefwurzler. Ihre durch Insekten bestäubten Blüten sind bis vormittags 10.30 Uhr geöffnet.
Der Rostpilz Puccinia scorzonerae und der Brandpilz Ustilago scorzonerae leben auf der Roten Schwarzwurzel.

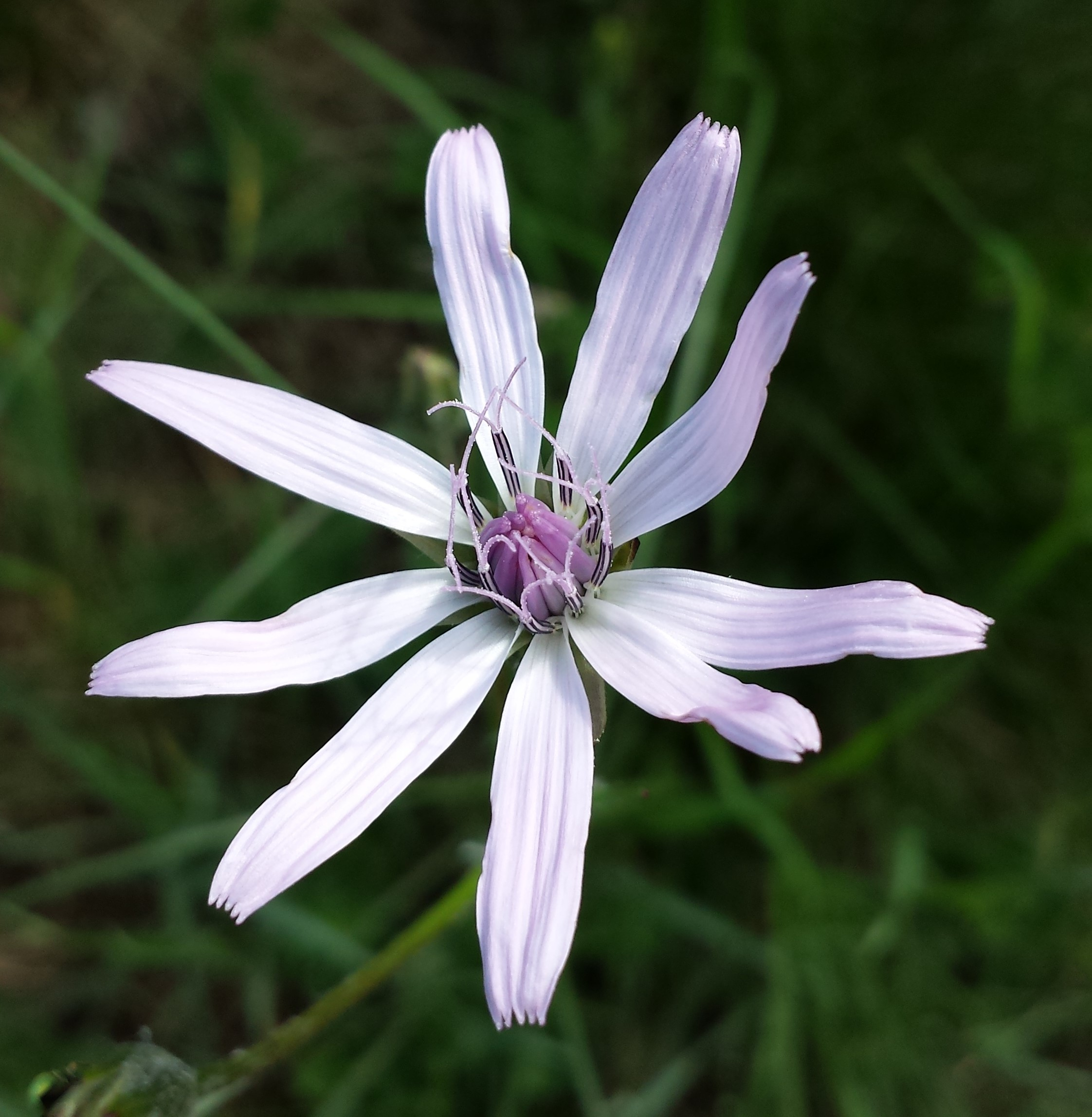
Körbchen
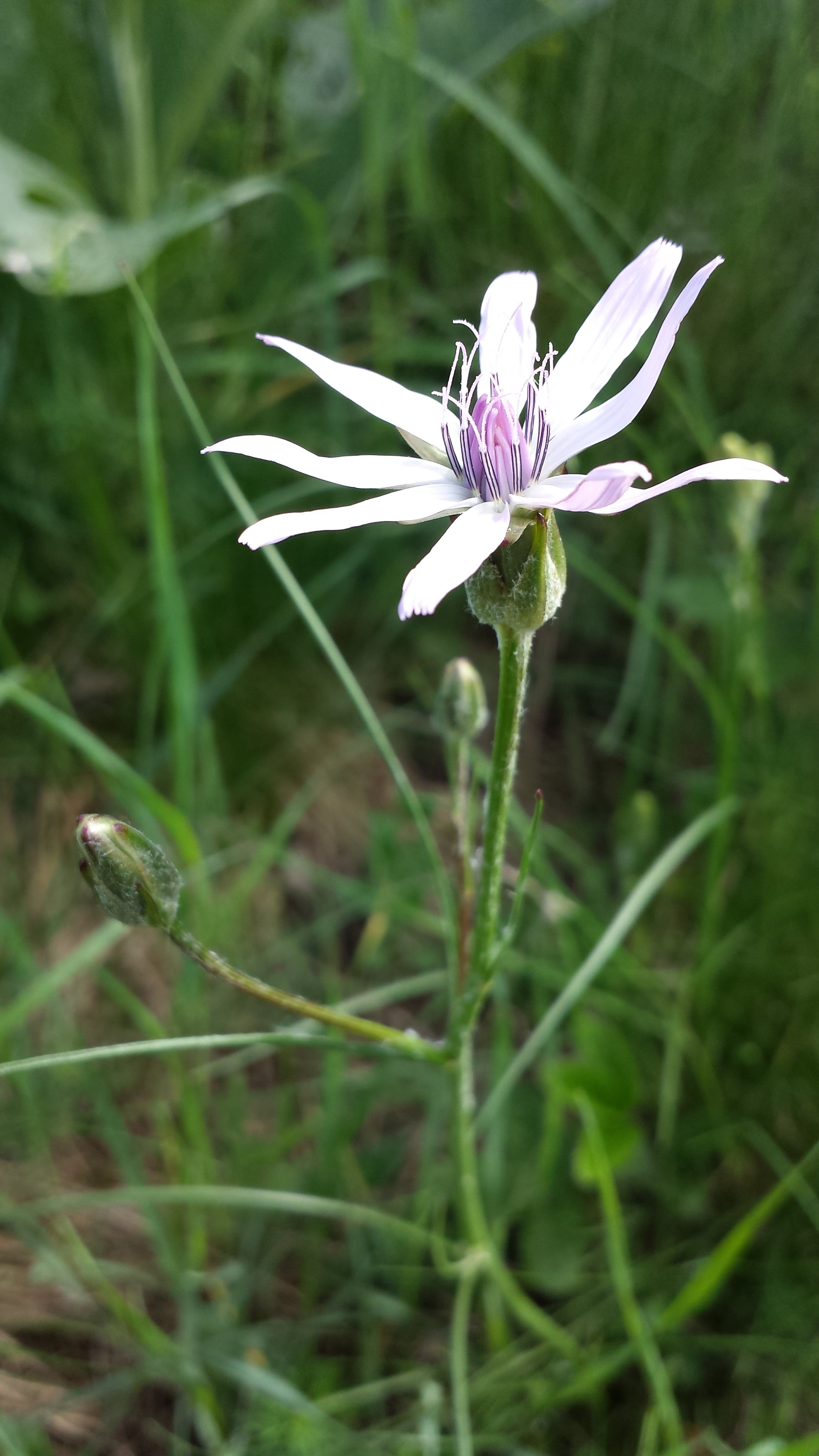
Blütenstand
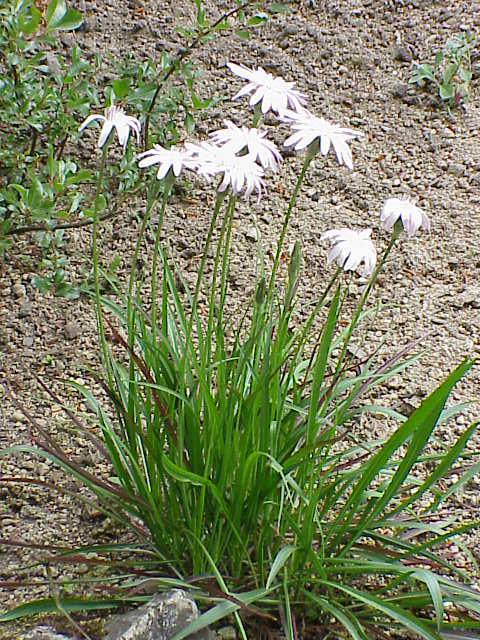
Rote Schwarzwurzel

## Standortansprüche und Verbreitung

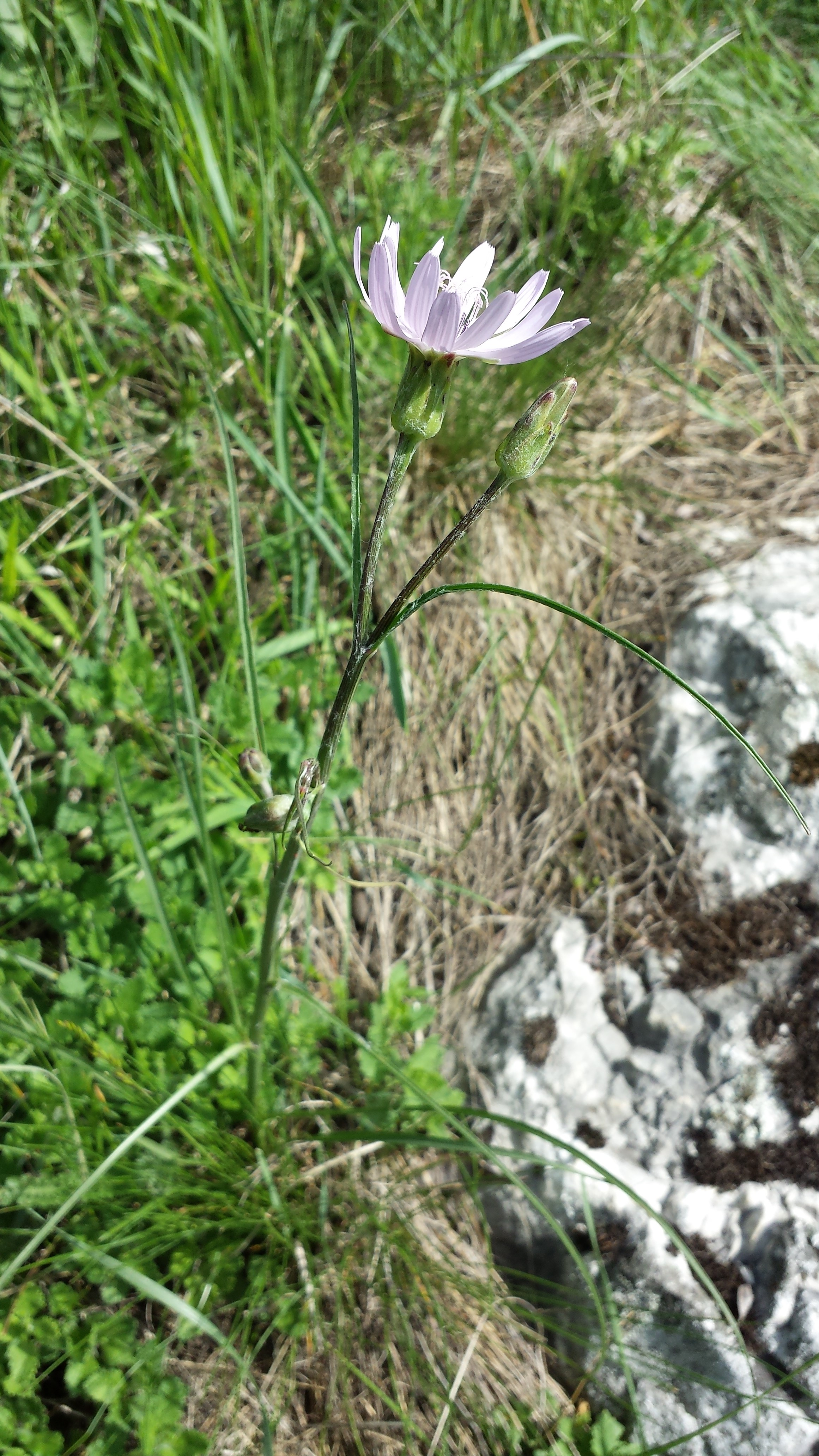
Rote Schwarzwurzel im Habitat in Niederösterreich

Die Rote Schwarzwurzel bevorzugt sommerwarm-trockene, basenreiche, meist kalkhaltige, humose schwarzerdeartige Kies-, Sand- oder Gipsböden. Sie ist eine Charakterart des Adonido-Brachypodietum aus dem Cirsio-Brachypodion-Verband, kommt seltener aber auch in Gesellschaften des Verbands Festucion valesicae vor. Sie kommt oft nur unbeständig vor oder wird gelegentlich verschleppt.
Das Verbreitungsgebiet umfasst Frankreich, Italien, Deutschland, Tschechien, Österreich, die Balkanhalbinsel, Bulgarien, Polen, Ungarn, die Slowakei, Moldawien, Rumänien, die Ukraine, Russland, Belarus, Kasachstan, Sibirien und den westlichen Himalaja.
In Mitteleuropa überschreitet die Art kaum die Weinbaugebiete. In Deutschland kommt die Art selten und zum Teil unbeständig im westlichen, mittleren und südwestlichen Gebiet vor.
In Österreich tritt die Purpurlila-Schwarzwurzel zerstreut bis selten im pannonischen Gebiet der Bundesländer Wien, Niederösterreich und dem Burgenland auf.

## Taxonomie
Die Rote Schwarzwurzel wurde 1753 durch Carl von Linné in Species Plantarum, Tomus 2, S. 791 als Scorzonera purpurea erstbeschrieben. Die Art wurde 1814 durch Wilhelm Daniel Joseph Koch und Johann Baptist Ziz in Catalogus plantarum, S. 13 als Podospermum purpureum (L.) W.D.J. Koch & Ziz in die Gattung Podospermum gestellt.

## Gefährdung und Schutz
Die Art gilt in Mitteleuropa als gefährdet. In Deutschland ist sie als stark gefährdet in der Roten Liste gefährdeter Pflanzen geführt. Nach der Bundesartenschutzverordnung (BArtSchV) ist sie streng geschützt. An manchen Wuchsorten wie etwa dem Großen Sand in Mainz ist sie vom Aussterben bedroht. Die Lebensräume der Roten Schwarzwurzel sind kontinentale Trockenrasen- und Halbtrockenrasen-Gesellschaften. Diese werden in der FFH-Richtlinie der EU als prioritärer Lebensraum gefasst. Sie sind von europaweitem Naturschutzwert.
In Österreich gilt die Art als gefährdet.